# 阪神障害ステークス
阪神障害ステークス（はんしんしょうがいステークス）とは阪神競馬場で1968年から1998年にかけて行われていた障害の重賞競走である。

## 概要
1968年に阪神競馬場としては1965年にアラブ大障害が廃止されて以来となる障害重賞として創設された。年2回施行され春は5歳以上、秋は4歳以上のハンデキャップ競走であった。1999年からは春が阪神スプリングジャンプ、秋が阪神ジャンプステークスへと移行した。

## 歴史
- 1968年春 - 阪神競馬場においてハンデキャップ、距離3300mの障害重賞として創設。
- 1969年春 - 阪神競馬場のスタンド火災による復旧工事により京都競馬場で施行。
- 1970年春 - 出走馬4頭のうち、優勝したツキヒデキングを除いたダイニトップレデイ、ブゼンジョオー、ランカスターの3頭が転倒。うちダイニトップレデイの騎手・高見常正が再騎乗を行い、優勝馬から1分以上遅れた5分6秒のタイムで2位入線した。
- 1979年秋 - 京都競馬場の改修工事により順延開催。
- 1990年秋 - 1991年秋 - 阪神競馬場の改修工事により中京競馬場で「中京障害ステークス」の名称で施行。
- 1993年秋 - 1位入線のヤマノジパングが走行妨害のため3着に降着。
- 1994年春 - 京都競馬場の改修工事により順延開催。
- 1994年秋 - 京都競馬場の改修工事による振替開催により中京競馬場で「中京障害ステークス」の名称で施行。
- 1995年春・秋 - 阪神競馬場の震災復旧工事により京都競馬場で「京都障害ステークス」の名称で施行。

### 歴代優勝馬

#### 阪神障害ステークス（春）
| 回数   | 年月日        | 優勝馬             | 性齢 | タイム | 優勝騎手   | 管理調教師 |
| ------ | ------------- | ------------------ | ---- | ------ | ---------- | ---------- |
| 第1回  | 1968年6月23日 | デヤレスト         | 牡4  | 3:39.7 | 榎屋忍     | 伊藤雄二   |
| 第3回  | 1969年5月25日 | キタシンザン       | 牡7  | 3:47.3 | 佐山優     | 高橋直三   |
| 第5回  | 1970年5月17日 | ツキヒデキング     | 牡4  | 3:42.5 | 佐山優     | 坂口正二   |
| 第7回  | 1971年3月21日 | ダイゴハマイサミ   | 牝5  | 3:41.8 | 鶴留明雄   | 戸山為夫   |
| 第9回  | 1972年3月26日 | ダテハクタカ       | 牡6  | 3:43.4 | 武田博     | 星川泉士   |
| 第11回 | 1973年2月25日 | ホウシュウアンダー | 牡5  | 3:43.5 | 内田国夫   | 夏村辰男   |
| 第13回 | 1974年2月24日 | ケイキット         | 牡5  | 3:44.3 | 日高三代喜 | 浅見国一   |
| 第15回 | 1975年3月1日  | スズカクイン       | 牝5  | 3:36.6 | 出口隆義   | 諏訪佐市   |
| 第17回 | 1976年3月6日  | ブゼンサカエ       | 牡7  | 3:32.9 | 西谷達男   | 上田武司   |
| 第19回 | 1977年3月7日  | サンチャイナ       | 牡6  | 3:32.6 | 西谷達男   | 上田武司   |
| 第21回 | 1978年2月26日 | ファンドリナイロ   | 牡6  | 3:30.9 | 広松孝司   | 須貝彦三   |
| 第23回 | 1979年2月25日 | ニッソウプロス     | 牝5  | 3:35.4 | 鎌田光也   | 松田由太郎 |
| 第25回 | 1980年2月24日 | ツカサパワー       | 牡4  | 3:34.2 | 池添兼雄   | 瀬戸口勉   |
| 第27回 | 1981年2月22日 | キングスポイント   | 牡4  | 3:32.4 | 小島貞博   | 小川佐助   |
| 第29回 | 1982年2月28日 | キングスポイント   | 牡5  | 3:32.4 | 小島貞博   | 小川佐助   |
| 第31回 | 1983年2月27日 | キョウエイウオリア | 牡4  | 3:35.2 | 岡冨俊一   | 中村均     |
| 第33回 | 1984年3月17日 | ヒカリファミリー   | 牡5  | 3:33.4 | 池添兼雄   | 松田博資   |
| 第35回 | 1985年3月16日 | ダイタクカピタン   | 牡7  | 3:32.8 | 平田秀也   | 荻野光男   |
| 第37回 | 1986年3月8日  | ブリージーラッド   | 牡5  | 3:33.4 | 小島貞博   | 松田博資   |
| 第39回 | 1987年3月14日 | ダイテンスパルタ   | 騸5  | 3:37.4 | 古小路重男 | 境直行     |
| 第41回 | 1988年3月12日 | ヤマニンアピール   | 騸5  | 3:34.4 | 岡冨俊一   | 中村均     |
| 第43回 | 1989年3月11日 | メジロゴスホーク   | 牡5  | 3:33.7 | 池添兼雄   | 大久保正陽 |
| 第45回 | 1990年3月10日 | パンフレット       | 牡5  | 3:33.2 | 嘉堂信雄   | 田中良平   |
| 第47回 | 1991年3月9日  | メジロワース       | 牡6  | 4:01.6 | 酒井浩     | 浅見国一   |
| 第49回 | 1992年3月14日 | ロングアポロン     | 騸5  | 3:28.5 | 北村卓士   | 坂田正行   |
| 第51回 | 1993年3月13日 | シゲルデッドクロス | 牡5  | 3:26.2 | 林満明     | 坪憲章     |
| 第53回 | 1994年4月30日 | エリモフォーサイト | 牡4  | 3:27.2 | 押田年郎   | 大久保正陽 |
| 第55回 | 1995年3月4日  | リターンエース     | 牡7  | 3:28.4 | 嘉堂信雄   | 飯田明弘   |
| 第57回 | 1996年3月2日  | ナリタライジン     | 牡4  | 3:29.4 | 古小路重男 | 山内研二   |
| 第59回 | 1997年3月8日  | テスコガリバー     | 牡7  | 3:28.7 | 嘉堂信雄   | 飯田明弘   |
| 第61回 | 1998年3月14日 | ゴッドスピード     | 牡4  | 3:25.5 | 西谷誠     | 瀬戸口勉   |

#### 阪神障害ステークス（秋）
| 回数   | 年月日         | 優勝馬             | 性齢 | タイム | 優勝騎手   | 管理調教師 |
| ------ | -------------- | ------------------ | ---- | ------ | ---------- | ---------- |
| 第2回  | 1968年12月22日 | ビックマーチ       | 牡4  | 3:44.8 | 領家政蔵   | 田中良平   |
| 第4回  | 1969年10月5日  | ハードオンワード   | 牡4  | 3:38.2 | 武田博     | 武田文吾   |
| 第6回  | 1970年10月4日  | ツキヒデキング     | 牡4  | 3:45.8 | 田島良保   | 坂口正二   |
| 第8回  | 1971年10月10日 | インターヒカリ     | 牡5  | 3:43.3 | 須貝四郎   | 工藤嘉見   |
| 第10回 | 1972年10月1日  | ムーテイイチ       | 牝4  | 3:43.3 | 松田博資   | 上田武司   |
| 第12回 | 1973年10月7日  | カネロンド         | 牡4  | 3:41.1 | 上野清章   | 内藤繁春   |
| 第14回 | 1974年9月22日  | フジチャイナ       | 牡5  | 3:33.2 | 佐山優     | 斎藤義美   |
| 第16回 | 1975年9月14日  | シーロード         | 牡5  | 3:31.1 | 広松孝司   | 高橋直     |
| 第18回 | 1976年9月12日  | フロリダホープ     | 牡7  | 3:31.1 | 今岡正     | 佐藤勇     |
| 第20回 | 1977年9月11日  | ファンドリナイロ   | 牡5  | 3:34.7 | 広松孝司   | 須貝彦三   |
| 第22回 | 1978年9月10日  | ホウシュウスカイ   | 牝4  | 3:35.5 | 西谷達男   | 上田武司   |
| 第24回 | 1979年11月3日  | テキサスワイポン   | 牡5  | 3:33.3 | 平田秀也   | 二分久男   |
| 第26回 | 1980年9月20日  | ジョーアルバトロス | 牡5  | 3:33.2 | 古小路重男 | 山本正司   |
| 第28回 | 1981年11月29日 | キングスポイント   | 牡4  | 3:34.7 | 小島貞博   | 小川佐助   |
| 第30回 | 1982年12月4日  | グレートエコー     | 牡4  | 3:36.2 | 池添兼雄   | 戸山為夫   |
| 第32回 | 1983年12月4日  | ブルキング         | 牡5  | 3:31.7 | 広松孝司   | 松田博資   |
| 第34回 | 1984年12月8日  | シバリッキー       | 牡5  | 3:32.6 | 平田秀也   | 伊藤雄二   |
| 第36回 | 1985年12月7日  | ニイキ             | 牡4  | 3:31.7 | 中竹和也   | 吉田三郎   |
| 第38回 | 1986年9月13日  | キョウエイウオリア | 牡7  | 3:35.2 | 岡冨俊一   | 中村均     |
| 第40回 | 1987年9月19日  | イブキライダー     | 牡5  | 3:33.7 | 出津孝一   | 内藤繁春   |
| 第42回 | 1988年9月17日  | ワイドガール       | 牝4  | 3:32.6 | 原田聖二   | 内藤繁春   |
| 第44回 | 1989年9月16日  | サンエムブラッサム | 牡5  | 3:32.5 | 梅野信一   | 松田正弘   |
| 第46回 | 1990年9月15日  | メジロワース       | 牡5  | 4:02.0 | 平田秀也   | 浅見国一   |
| 第48回 | 1991年9月14日  | メジロワース       | 牡6  | 4:00.7 | 酒井浩     | 浅見国一   |
| 第50回 | 1992年9月19日  | センタージュン     | 牡4  | 3:28.3 | 東田幸男   | 高橋成忠   |
| 第52回 | 1993年9月18日  | ゴールドストリート | 牡5  | 3:29.4 | 東田幸男   | 橋口弘次郎 |
| 第54回 | 1994年9月17日  | キンセンアラシ     | 牡4  | 3:57.5 | 村山明     | 坂口正大   |
| 第56回 | 1995年9月16日  | マヤノギャラクシー | 牡5  | 3:28.4 | 北村卓士   | 坂口正大   |
| 第58回 | 1996年9月14日  | ポレール           | 牡5  | 3:29.8 | 星野忍     | 岩元市三   |
| 第60回 | 1997年9月13日  | アワパラゴン       | 牡6  | 3:28.9 | 林満明     | 松元茂樹   |
| 第62回 | 1998年9月19日  | レガシークレスト   | 牡4  | 3:30.3 | 田中剛     | 吉岡八郎   |

- 距離（「芝・ダート」は最後の直線のコース形態）：第1 - 13回 芝3300m、第14 - 45回 芝3200m、第46 - 48、54回 芝3600m、第49 - 53、57 - 62回 芝3150m、第55、56回 ダート3170m

#### 各回競走結果の出典
- 「阪神障害ステークス」『中央競馬全重賞競走成績集 【障害・廃止競走編】』日本中央競馬会、2006年、695-760頁。